# Línea L39 (Montevideo)
La línea L39 es una línea local de Montevideo une la Terminal de Paso de la Arena con la intersección de Camino Paurú y Del Tranvía a la Barra, donde continúa sin espera hacia la Terminal de Paso de la Arena.

## Recorridos
| - Terminal de Paso de la Arena - Avenida Luis Batlle Berres - Cno. Tomkinson - Pbro. Cosme Aguillo - Cno. Cibils - Avenida Luis Batlle Berres - Cno. las Higueritas - Camino Luis Eduardo Pérez (Unidad Agroalimentaria Metropolitana) - Campamentos Orientales - Avenida Luis Batlle Berres - Camino Paurú - Camino del Tranvía a la Barra | - Camino Paurú - Avenida Luis Batlle Berres - Campamentos Orientales - Camino Luis Eduardo Pérez (Unidad Agroalimentaria) - Higueritas - Avenida Luis Batlle Berres - Terminal de Paso de la Arena |

## Barrios Servidos
La línea L39 pasa por los barrios: Paso de la Arena, Los Bulevares, Paso de la Arena

## Frecuencia
El L39 no cuenta con una buena frecuencia, ya que pasa un ómnibus por hora, demorando 1 hora con 2 minutos. Tiene 14 salidas en la ida y 15 salidas en la vuelta. circulando desde las 05:58 hasta las 21:00.
- Datos: Q108807885